# グリップという鳥
「グリップという鳥」はスウェーデンの昔話。アンドルー・ラングの『ももいろの童話集』によって紹介された。

## あらすじ

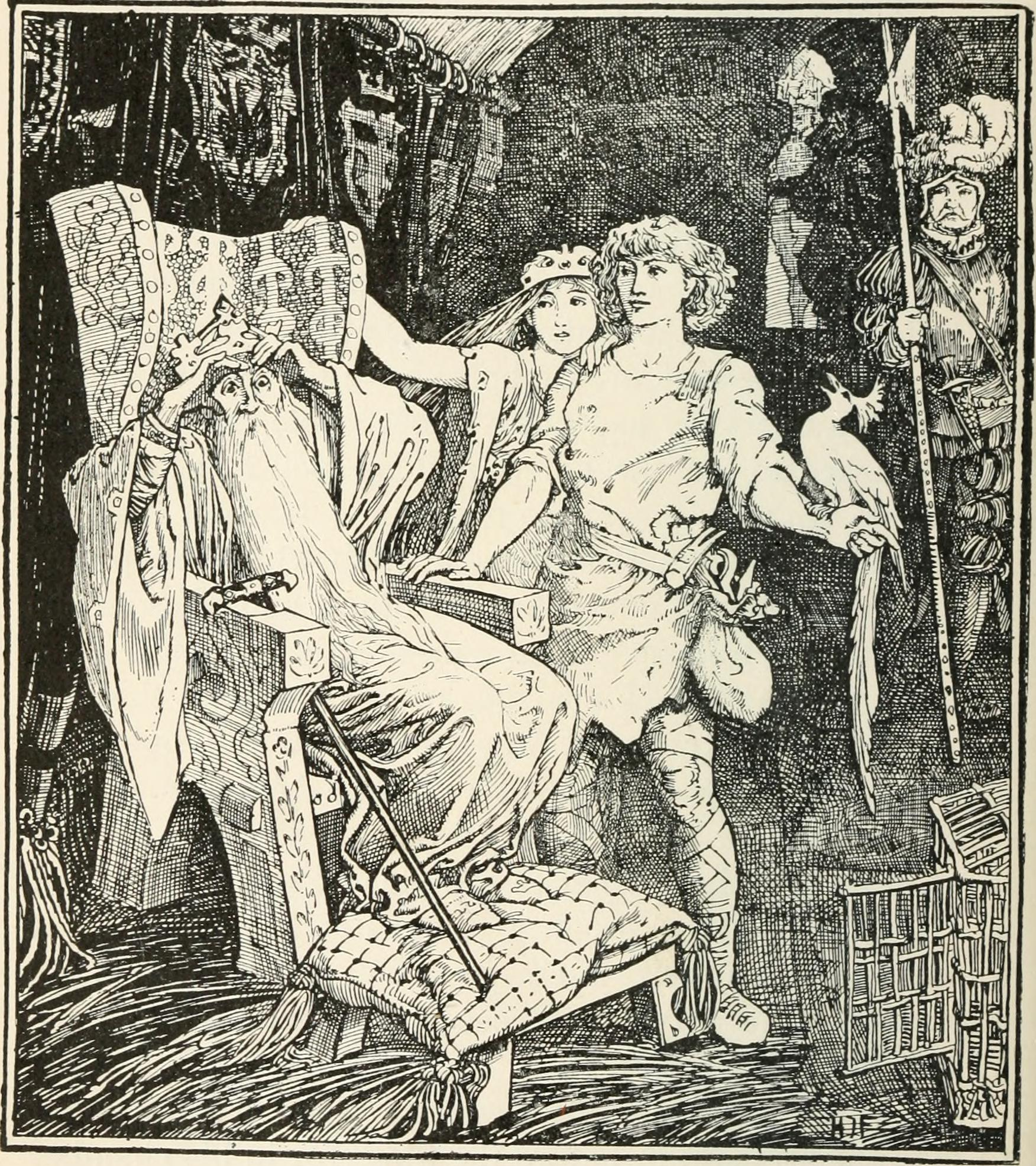
末の王子と父王、姫、グリップ。ヘンリー・ジャスティス・フォード画。

大国の王が視力を失う。宮殿に現れた老婆の口から、グリップと言う名の鳥の声を聴けば王の目は癒されるという情報がもたらされる。
主人公である末の王子は、グリップを探しに旅立った兄二人がそのまま失踪したため、自らも探索行に赴く事を決意する。
道中、路銀を浪費して放蕩していた兄二人と再会した王子は彼らの誘いを受けるが、これを断って冒険を続ける。
旅の途中、借金が原因で殺害された人物が、死後も葬られずその遺骸が辱められている場面に王子は遭遇する。
王子は借金を立て替えて、更には埋葬のための費用も負担してやる。
この後、キツネ（その正体は先ほどの死者の霊）が旅の仲間に加わり、王子はこの獣からの超自然的な助けのおかげで数々の困難を乗り越えていく。
冒険の末にグリップ、それに美しい姫と馬を手に入れた王子は帰路につく。
キツネとの別れの際にこの獣から「人の命を救うためにお金を出すことをしなければ順調に城に帰る事ができる」という忠告を受けていたにもかかわらず、
兄二人が放蕩の果てに拵えた借金のためまさに殺害されようとしている場面に遭出くわした王子は、彼らを救うために借金を立て替えてやる。
ところが恩知らずの兄二人は弟への嫉妬を膨らませ、彼をライオンの巣穴に突き落とす。
姫を他言無用と言いくるめ、王子の成果を横取りした兄二人は彼女を連れて凱旋するが、グリップは鳴き声を上げず王の目が癒されることもない。
一方、ライオンの巣穴の中で別れたキツネにまたも救助された末の王子は一命を取りとめると、身分を隠して城へと帰還する。
グリップを鳴かせてみせた王子によって視力が回復した王は、彼が自分の息子であったことに気が付く。
姫の告発から真相を知った王に兄二人は追放され、王子は姫と共に幸せに暮らしたのだった。

## 日本語文献
- 『アンドルー・ラング世界童話集 第5巻 ももいろの童話集』pp.74ff 2008年 東京創元社

「グリップという鳥」（西本かおる訳）